# 利川市图书馆
利川市图书馆是位于湖北省利川市的一家公共图书馆。1978年2月从县文化馆分拆而出，2012年11月迁址市文华传媒大楼。馆藏15万余册，建筑面积2940平方米。有2万多持证读者，240个座位。利川市图书馆是恩施州率先进行数字化建设的图书馆，有3台电子书借阅机，70台计算机。有30个馆外图书流动服务点，定期开展基层文化工作。每年举办“童之趣”杯征文大赛。全年免费开放，每日开放时间8小时。2013年被评为国家一级图书馆，为恩施州首家。
馆内设有社科外借室、电子阅览室、少儿阅览室、报刊阅览室、多功能报告厅、自修室、古籍及地方文献室等多个业务部门。并在2013年后开通了图书馆网站和微信平台，建立了移动图书馆。